# Универзитет у Сан Дијегу
Универзитет у Сан Дијегу (енгл. University of San Diego) је приватни католички универзитет у Сан Дијегу. Његова два претходника су основана 1949. године, која су потом 1972. године спојена у јединствени универзитет.